# Il grande nulla
Il grande nulla (The Big Nowhere) è un romanzo poliziesco di James Ellroy pubblicato nel 1988 negli USA e nel 1990 in Italia (Mondadori); esso costituisce il secondo capitolo della quadrilogia di Los Angeles (L.A. Quartet).

## Trama
Il romanzo è strutturato in quattro parti di ampiezza piuttosto diversa; la storia inizia il 1° gennaio 1950 e si svolge nell'arco di un mese e mezzo. 
Los Angeles.
Il vicesceriffo Daniel "Danny" Upshaw indaga sul brutale omicidio del sassofonista ex tossico Marty Goines. Le prime indagini portano a una scoperta significativa: la vittima era omosessuale. Con l'aiuto di Karen, una centralinista che lo corteggia senza successo, Danny risale all'abitazione di Goines in Tamarind Street; senza avvisare i colleghi e invadendo la giurisdizione della polizia losangelina, vi si reca e trova tracce di un massacro. Intuisce quindi che presto saranno rinvenute altre vittime e così avviene: altri due omosessuali sono ritrovati massacrati e uccisi. Danny butta cuore e anima sull'indagine.
Ellis Loew, che puntava la promozione a procuratore distrettuale con le indagini sulla Dalia Nera, spera di ottenerla allestendo un'indagine sul comunismo a Hollywood. A occuparsene sul campo è il tenente Malcolm "Mal" Considine che, aiutato dal rude collega Dudley Smith, svolge l'incarico nella speranza che il successo nell'operazione giovi alla causa contro l'ex moglie che vuole l'affidamento esclusivo del figlio adottato dopo averlo salvato dagli orrori della seconda guerra mondiale. La polizia dà caccia spietata ai comunisti in seguito ai fatti di Sleepy Lagoon, quando l'omicidio del giovane messicano José Diaz aveva portato all'arresto di diciassette ragazzi ma alcune organizzazioni di sinistra erano riuscite a incidere sul processo facendoli assolvere; 
L'ex poliziotto caduto in disgrazia Turner "Buzz" Meeks, che lavora per Howard Hughes, riceve da questi la richiesta di sorvegliare l'andamento della persecuzione dei comunisti a Hollywood perché vuole sostituirli coi propri uomini, il gruppo dei Teamster, nell'UAES, il sindacato di attrezzisti e comparse. Buzz è amante della fidanzata di Mickey Cohen, l'ex spogliarellista Audrey Anders, che sottrae regolarmente soldi all'ignaro gangster.
Buzz, Mal e Dudley formano presto una task force per unire le loro forze nella lotta al comunismo, ma i risultati tardano ad arrivare. Consci che la pista giusta da seguire faccia capo all'enigmatica Claire De Haven, propongono a Danny di aiutarli infiltrandosi nell'UAES e in cambio gli offrono maggiori poteri nelle indagini sul caso degli omosessuali uccisi. Ciò lo porta a conosce Claire e il suo compagno, l'attore Reynolds Loftis, il cui aspetto fisico corrisponde al vago identikit che si ha dell'uomo con cui Goines si era allontanato dal posto di lavoro la sera in cui era stato assassinato. Danny, svolgendo in parallelo le sue indagini, si scontra col corrotto collega Gene Niles, che ne ha intuito l'intrusione a Tamarind Street e lo accusa di essere ossessionato dall'indagine perché anch'egli omosessuale; i due vengono infine alle mani.
Una notte, Niles si reca da Audrey per uccidere Mickey, volendolo tradire, ma lo scambia con Buzz e viene assassinato da questi per legittima difesa. Lo sgherro di Hughes occulta il cadavere sotterrandolo ma uno smottamento lo riporta alla luce; dell'omicidio è accusato Danny, dati i trascorsi con la vittima, e all'idea che venga interrogato con la macchina della verità, di fronte alla sua omosessualità latente che non vuole accettare, si uccide.
Buzz e Mal proseguono l'indagine di Danny. Risalgono a un figlio illegittimo di Loftis, un tal Coleman Masskie, con cui l'attore aveva avuto una relazione incestuosa. Il giovane, abbandonato dal padre che voleva mettersi con Claire, si era truccato come lui per incastrarlo mettendo la polizia sulle sue tracce. In un violento scontro a fuoco Masskie uccide sia Loftis che Mal prima di essere freddato da Buzz.
Volendo chiudere l'indagine, Buzz fa una scoperta sconvolgente: Masskie aveva visto, anni prima, Dudley Smith uccidere José Diaz perché gli corteggiava la nipote; come il poliziotto avesse poi mutilato il cadavere era funto da ispirazione per gli omicidi degli omosessuali. Masskie era stato anche uno dei primi a essere interrogato da Danny, nonché colui che aveva svelato al vicesceriffo le inclinazioni sessuali della vittima. Buzz, conscio che Dudley Smith godrebbe comunque dell'immunità, può comunque danneggiarlo dando alle fiamme tutte le prove del caso anticomunista.
Intanto Mickey Cohen scopre che Audrey gli ha sottratto un sacco di soldi e il fatto che Buzz glieli abbia fatti restituire non placa l'ira del gangster. I due amanti fuggono dalla città, poi lui lascia lei in custodia a un fidato collega e prosegue da solo la sua avventura con un carico di eroina rubato al suo ex capo mentre è a un incontro chiarificatore col gangster-rivale Jack Dragna. 

## Commento
Oltre alla maestria dell'autore nel costruire la trama e mantenere la suspense, i due punti di forza del romanzo sono rappresentati dall'ambientazione e dalla caratterizzazione dei personaggi. Come negli altri romanzi della quadrilogia Los Angeles è protagonista assoluta: il lettore è guidato dai dintorni polverosi e riarsi ai locali del quartiere nero, luridi e strabordanti di vita, fino agli studios hollywoodiani brulicanti di comparse. L'intera storia è assimilabile ad una composizione blues, ed in effetti la musica jazz è presente nel libro fin dal titolo.

## Edizioni
- James Ellroy, Il grande nulla, traduzione di Carlo Oliva, collana Oscar, Arnoldo Mondadori Editore, 1990,  p. 461, ISBN 88-04-50653-9.